# SCN4B
SCN4B (англ. Sodium voltage-gated channel beta subunit 4) – білок, який кодується однойменним геном, розташованим у людей на короткому плечі 11-ї хромосоми. Довжина поліпептидного ланцюга білка становить 228 амінокислот, а молекулярна маса — 24 969.
| 10         |  | 20         |  | 30         |  | 40         |  | 50         |
| ---------- |  | ---------- |  | ---------- |  | ---------- |  | ---------- |
| MPGAGDGGKA |  | PARWLGTGLL |  | GLFLLPVTLS |  | LEVSVGKATD |  | IYAVNGTEIL |
| LPCTFSSCFG |  | FEDLHFRWTY |  | NSSDAFKILI |  | EGTVKNEKSD |  | PKVTLKDDDR |
| ITLVGSTKEK |  | MNNISIVLRD |  | LEFSDTGKYT |  | CHVKNPKENN |  | LQHHATIFLQ |
| VVDRLEEVDN |  | TVTLIILAVV |  | GGVIGLLILI |  | LLIKKLIIFI |  | LKKTREKKKE |
| CLVSSSGNDN |  | TENGLPGSKA |  | EEKPPSKV   |  |            |  |            |

A: Аланін

C: Цистеїн

D: Аспарагінова кислота

E: Глутамінова кислота

F: Фенілаланін

G: Гліцин

H: Гістидин

I: Ізолейцин

K: Лізин

L: Лейцин

M: Метіонін

N: Аспарагін

P: Пролін

Q: Глутамін

R: Аргінін

S: Серин

T: Треонін

V: Валін

W: Триптофан

Кодований геном білок за функціями належить до іонних каналів, потенціалзалежних каналів. 
Задіяний у таких біологічних процесах, як транспорт іонів, транспорт, транспорт натрію, альтернативний сплайсинг. 
Білок має сайт для зв'язування з іоном натрію. 
Локалізований у клітинній мембрані, мембрані.